# 赫瓦萊季采
赫瓦萊季采是捷克的城鎮，位於該國中部，距離科林15公里，由帕爾杜比采州負責管轄，面積8.49平方公里，海拔高度222米，2006年人口3,289。

## 外部連結
- Municipal website (in Czech)
- Power station details